# Palavas
Palavas is een compositie van Knudåge Riisager. In de incomplete verzameling werken van de Deense componist is het chronologish ongeveer zijn 170e compositie.
Hij schreef het werkje van nog geen drie minuten voor de eveneens Deense violist Wandy Tworek, die in 1951 de première gaf van Riisagers vioolconcert. Het is een zigeunerachtig bravourestukje, dat geheel toegespitst is op de techniek. Het stukje is op het lijf geschreven van Tworek die naast virtuoos violist ook entertainer was. Hij speelde het waarschijnlijk als toegift op het concert waar Riisagers vioolconcert in première ging.
Tworek heeft het werkje zelf uitgebracht via een single met op de B-kant Boogie for two (1952)